# Allostichaster polyplax
Allostichaster polyplax is een zeester uit de familie Stichasteridae.
De wetenschappelijke naam van de soort werd in 1844 gepubliceerd door Johannes Peter Müller & Franz Hermann Troschel.